# Луцій Тарквіній Гордий
Луцій Тарквіній Гордий (лат. Lucius Tarquinius Superbus або Тарквіній II; близько 576 до н. е. — 495 до н. е.) — відповідно до римських переказів, останній, сьомий, цар Стародавнього Риму в 534—509 р. до н. е. Відомий своєю тиранією. Був вигнаний з Рима.

## Походження
Батьком Тарквінія Гордого був п'ятий цар Риму Тарквіній Пріск. Після його вбивства у 578 р. до н. е. синами Анка Марція владу у свої руки взяв коханець Танаквіль (дружини Тарквінія Пріска) — Сервій Туллій. Сини Тарквінія Пріска — Луцій і Аруна — у той час ще були немовлятами. Для того щоб запобігти своєму можливому поваленню синами царя-попередника, Сервій Туллій намагався прив'язати їх до себе. Цар вирішив віддати їм у дружини своїх дочок: лагідну і ласкаву — за гордого Луція, а честолюбну меншу Туллію— за нерішучого Аруна. Однак молодша дочка проти волі батька вийшла заміж за Луція Тарквінія. Вони вчинили змову й убили Аруна і старшу сестру. Невдоволення патриціїв реформами Сервія Тулія призвело до того, що цар втратив підтримку сенату. Луцій Тарквіній скористався цим і спробував змістити свого тестя. Першого разу йому це не вдалося — за легендою, за царя заступився народ. Луцій Тарквіній був змушений рятуватися втечею. Зробивши висновки, наступного разу він зважився на рішучі дії тоді, коли народ був зайнятий на полях. Луцій Тарквіній скликав сенат (це був привілей царя) і оголосив про те, що він, а не Сервій Туллій, є законним спадкоємцем престолу. Коли Сервій Туллій (на той час уже старець) з'явився в сенат для того, щоб прогнати самозванця, Тарквіній скинув його зі сходів на кам'яний поміст. Сервій Туллій спробував врятуватися втечею, але був убитий на вулиці прихильниками Луція. Тут же його тіло переїхала колісницею його молодша дочка.

## Правління
Відразу після свого обрання на царство Луцій Тарквіній оточив себе лікторами і почав проводити політику репресій проти прихильників убитого Сервія Тулія. Сенат розраховував на те, що Луцій Тарквіній поверне патриціям колишні привілеї, однак число сенаторів скоротилося в результаті підступів і доносів майже вдвічі. Цар не тільки не поповнював його, але і став скликати якомога рідше. Функції сенату фактично замінила рада наближених царя. Завдяки великій військової здобичі Луцій Тарквіній зайнявся активним будівництвом у Римі. При ньому був добудований храм Юпітера на Капітолійському пагорбі, закінчено будівництво каналізації (Cloaca Maxima). Тарквіній Гордий знищив сабінянські святині та вирівняв Тарпейську скелю яка здіймалася над форумом, звідки скидали засуджених. Тарквінію Гордому приписується покупка частини зібрання пророцтв Кумської сивіли, яка сама прийшла до царя, і запропонувала йому придбати 9 пакунків за величезною ціною. Цар в цей час був зайнятий будівництвом храму Юпітера і відмовився. Через деякий час сивіла з'явилася знову і запропонувала придбати за тією ж ціною не 9 пакунків, а 6. Решту сувоїв вона спалила. Тарквіній Гордий відмовився і цього разу. Коли сивіла за тією ж ціною запропонувала Тарквінію купити тільки три сувої з прогнозом долі Риму, погрожуючи спалити і їх, цар все-таки погодився. Пророцтва сивіли було доручено зберігати в підземеллі Капітолія, а консультуватися можна було з ними тільки з надзвичайного приводу. Наприклад, із сувоями консультувалися після поразки римлян у битві при Каннах. Тоді пророцтво порадило поховати живцем двох галлів і двох греків на ринковій площі. Магістрат дослухався цієї поради, продемонструвавши тим самим, що будь-яке варварство могло зійти з рук, якщо йшлося про захист незалежності.

## Політика
Луцій Тарквіній Гордий проводив активну завойовницьку зовнішню політику. Він зміцнив союз Риму і латинських міст шляхом фізичного усунення тих, хто вважав Рим поневолювачем Лація і створенням родинних спілок. Так, свою дочку він видав за Октавія Мамилія — царя Тускулума. При Тарквинії Гордому римські війська вперше вторглися в область вольсків — були завойовані міста Суесса-Помпеція і Анксур. Були придушені сабіни і етруски. Особлива легенда пов'язана з латинським містом Габія, що знаходиться в центрі Лація, яке збунтувалося проти диктатури Тарквинія Гордого. Через велику довжину його стін і труднощів облоги римським військам не вдавалося здобути місто. Тоді Луцій Тарквіній вдався до хитрощів: у Габію прибув Секст Тарквіній під приводом порятунку від жорстокості свого батька. Нікого не здивувало, що Тарквіній навіть до своїх дітей був жорстокий. Секст відзначився в вилазках, і скоро йому було доручено командування гарнізоном обложеного міста. За наказом батька, він послабив або знищив всіх багатих і важливих громадян міста Габії, а потім і зовсім відкрив ворота міста римлянам. Утім, місто не було розграбовано. Луцій Тарквіній віддав його синові Секста у вотчинне володіння. При Тарквинії Гордому в армію перестали брати представників нижчих класів — їх використовували в будівництві. Армію ж комплектували переважно з найманців.

## Вигнання і смерть
Докладніше: Повалення Римської монархіїї
Тиранія царя та зловживання його синів налаштували проти нього всі верстви суспільства. Зґвалтування Секстом Тарквінієм доброчесної Лукреції стало останньою краплею терпіння: родичі Лукреції — Луцій Юній Брут і Публій Валерій Публікола винесли її тіло на форум і переконали громадян вигнати царя і встановити республіканське правління. Тарквінія Гордого не впустили в Рим, і він був вимушений з трьома молодшими синами шукати притулок в Етрурії. Секст Тарквіній був убитий під час повстання в Габії. У вигнанні Луцій Тарквіній намагався заручитися підтримкою етруських і латинських царів, переконуючи їх у тому, що Рим хоче поширити республіканське правління на весь Лацій. Етруський цар Ларс Порсена, на якого Луцій Тарквіній розраховував понад усе, попри перемоги над римлянами, змушений був укласти з республікою мирний договір. Луцій Тарквіній зумів налаштувати проти Риму латинян, однак у битві при озері Регіл в 496 р. до н. е. союзне військо було розбите римлянами. У битві загинули всі вцілілі сини Тарквінія. Колишній цар був змушений утікати в етруське місто Куми до царя Арістодема, де й помер у 495 р. до н. е.